# Ege Bamyasi
Ege Bamyası ist das vierte Studioalbum der deutschen Krautrock-Band Can und wurde im November 1972 von United Artists Records veröffentlicht.

## Hintergrund
Ege Bamyası wurde zwischen Dezember 1971 und Juni 1972 eingespielt und war das erste Album von Can, das in dem Inner Space Studio nahe Köln aufgenommen wurde. Die Band hatte das ehemalige Hinterhofkino im Dezember 1971 bezogen. Zuvor machte der Song Spoon als Titelmelodie des Fernsehfilms Das Messer Can einem größeren Publikum bekannt und verhalf der Band zum Durchbruch. Die Single erreichte Platz 6 der deutschen Musikcharts. Als Reaktion auf den kommerziellen Erfolg von Spoon veranstalteten Can am 3. Februar 1972 ein großes Konzert in der Kölner Sporthalle.
Das von Ingo Trauer gestaltete Albumcover zeigt eine Konservendose (englisch „Can“, türkisch „Leben“) mit der Aufschrift „Ege Bamyası Okraschoten“, der Albumtitel bedeutet übersetzt „Ägäische Okraschoten“. Das Motiv ist von Andy Warhols Bilderserie Campbell’s Soup Cans (1962) inspiriert.
1989 erschien das Album erstmals auf CD, 2004 remastered auf SACD.

## Titelliste
Alle Kompositionen stammen von Holger Czukay, Michael Karoli, Jaki Liebezeit, Irmin Schmidt und Damo Suzuki.  
Seite 1
1. Pinch – 9:30
2. Sing Swan Song – 4:49
3. One More Night – 5:36
Seite 2
4. Vitamin C – 3:32
5. Soup – 10:32
6. I’m So Green – 3:06
7. Spoon – 3:04

## Rezeption
Das Album wurde sehr positiv rezensiert und beeinflusste zahlreiche nachfolgende Musiker, darunter Geoff Barrow, Thurston Moore und Stephen Malkmus.
Das Magazin Rolling Stone wählte Ege Bamyası 2020 auf Platz 454 der 500 besten Alben aller Zeiten.
New Musical Express führt es auf Platz 297 der 500 besten Alben aller Zeiten.
In der Auswahl der 100 besten Alben der 1970er Jahre von Pitchfork belegt das Album Platz 19, Vitamin C erreichte Platz 54 der 200 besten Songs des Jahrzehnts.
Uncut wählte Ege Bamyası auf Platz 75 der 200 besten Alben aller Zeiten.

## Trivia
- Für das 1997 von Can veröffentlichte Remix-Album Sacrilege  wurden die Songs Vitamin C von U.N.K.L.E. und Spoon von Sonic Youth remixed.
- Stephen Malkmus, ehemaliger Frontmann von Pavement, und die deutsche Band Von Spar spielten das gesamte Album auf dem WEEK-END-Festival am 1. Dezember 2012 in Köln. Der Mitschnitt des Konzerts von Stephen Malkmus & Friends erschien am Record Store Day 20. April 2013 in stark limitierter Auflage exklusiv auf LP.[15] 2021 wurde das Live-Album digital veröffentlicht.
- Die Rockband Spoon benannte sich nach dem Song auf Ege Bamyası.
- Der Alternative-Musiker Beck nahm eine Coverversion von I’m So Green auf.
- Die Rapper Kanye West und Mos Def nutzten 2007 ein Sample aus Sing Swan Song für den Song Drunk and Hot Girls.
- Der Song Vitamin C ist unter anderem in Samuel Fullers Tatort-Episode Tote Taube in der Beethovenstraße (1973), Pedro Almodóvars Film Zerrissene Umarmungen (2009), Paul Thomas Andersons Inherent Vice – Natürliche Mängel (2014) und der Netflix-Serie The Get Down (2016) zu hören.
- 2022 veröffentlichte die deutsche Indie-Rockband Trixsi das Album ... And You Will Know Us by the Grateful Dead, dessen Cover jenes von Ege Bamyası nachempfunden ist, auf dem eine Konservendose mit Gemüse zu sehen ist. Der Albumtitel wiederum spielt auf die Bands … And You Will Know Us by the Trail of Dead und Grateful Dead an.[16]